# 니컬라 페어브라더
니컬라 킴 페어브라더(영어: Nicola Kim Fairbrother, 1970년 5월 14일~)는 영국의 전직 유도 선수이다. 올림픽에 2회 참가했으며 1992년 하계 올림픽 여자 라이트급에서 은메달을 획득했다. 또한 세계 선수권 대회에서 금메달 1개, 동메달 1개, 유럽 선수권 대회에서 금메달 3개, 은메달 1개, 동메달 1개를 획득했다.